# Nick Oliveri
 (juillet 2023).
Si vous disposez d'ouvrages ou d'articles de référence ou si vous connaissez des sites web de qualité traitant du thème abordé ici, merci de compléter l'article en donnant les références utiles à sa vérifiabilité et en les liant à la section « Notes et références ».
Nick Steven Oliveri (né le 21 octobre 1971) est un musicien américain d'origine californienne.
Il joue actuellement de la basse et chante dans son propre groupe, Mondo Generator. Il avait rejoint en 1998 les Queens of the Stone Age en tant que bassiste et chantait sur quelques morceaux comme Auto Pilot, Quick and to the Pointless sur Rated R et You Think I Ain't Worth A Dollar, But I Feel Like A Millionaire, Six Shooter, Gonna Leave You, Another Love Song de l'album Songs for the Deaf. Sa voix perçante et très reconnaissable en faisait un élément important du groupe.

## Biographie
Nick Oliveri commença sa carrière en 1987 avec John Garcia, Brant Bjork, Josh Homme ainsi que Chris Cockrell dans un groupe nommé Katzenjammer. Au début de l'année 1988, et après un premier départ d'Oliveri pour jouer dans d'autres groupes, Katzenjammer fut renommé Sons of Kyuss, pour être rapidement raccourci en Kyuss. Il rejoignit le groupe un peu plus tard et joua notamment sur Wretch et Blues for the red sun. Oliveri quittera à nouveau le groupe en 1992, peu après la mort de son père dans un accident de voiture. Après ce départ il rejoignit les Dwarves par période en tant que bassiste sous le pseudonyme de Rex Everything. Mais il est surtout connu pour avoir été le bassiste et second chanteur des Queens of the Stone Age de 1998 à 2004. Oliveri se consacre aussi à une carrière solo, et participe à de nombreux albums de groupes tels que Winnebago Deal, Mark Lanegan Band, Masters of Reality, Turbonegro, Moistboyz aka Dickie Moist and the O.T.C. et The Knives. Il participa aussi aux Desert Sessions. Oliveri est connu pour jouer torse nu lors de ses prestations, voire complètement nu. Il fut arrêté en 2001 pour avoir joué nu au festival Rock in Rio au Brésil. Il fait aussi partie du duo acoustique The Uncontrollable avec Blag Dahlia, leader des Dwarves.

## Équipement musical

### Basses
- Fender Precision Bass: Différents modèles utilisés tout au long de sa carrière avec Queens of the Stone Age et Mondo Generator, pour la plupart équipés de ponts Badass et de micros Seymour Duncan Quarter Pounders ou Dimarzio Model P.
- Fender Jazz Bass: Modèle blanc utilisé lors de la première tournée de Queens Of The Stone Age, et blanc avec un pickguard tortoise pendant l'enregistrement de Songs for the Deaf.
- Ampeg Dan Armstrong: Utilisé pendant la tournée Rated R sur les chansons en mi standard, et occasionnellement utilisée avec Mondo Generator.
- Rickenbacker 4003: Utilisée avec Kyuss.
- Fernandes Atlas 4
- Fender Mike Dirnt Precision Bass
- Dean Metalman V

### Amplis
- Ampeg SVT Head and 8x10 Cabinets
- Ampeg V4-Bh

### Pédales d'effets
- Ernie Ball Volume Pedal

## Discographie partielle

### Kyuss
- Wretch (1991, Dali)
- Blues for the Red Sun (1992, Dali)
- "Thong Song" (1992, Dali)
- "Green Machine" (1993, Dali)

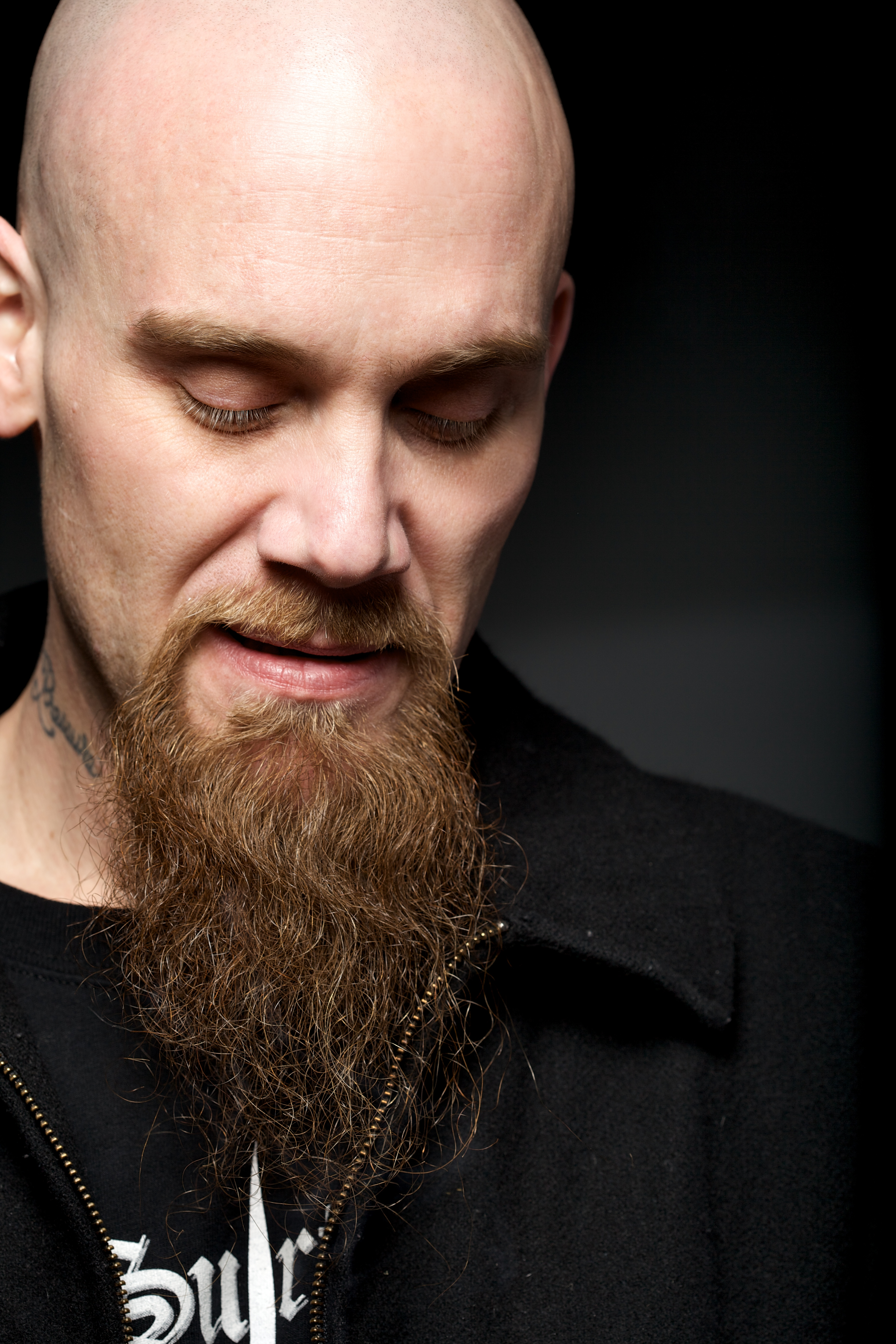
Oliveri, 2009

- Muchas Gracias: The Best of Kyuss (2000, Elektra)
- TBA (2011, label inconnu) (Kyuss Lives!)

### Queens of the Stone Age
- Heavy Metal 2000 OST (2000, Restless) – "Infinity"
- Rated R (2000, Interscope) (réédité en 2010, Interscope)
- "The Lost Art of Keeping a Secret / Ode to Clarissa" – 7" (2000, Interscope)
- "Feel Good Hit of the Summer" – EP (2000, Interscope)
- "Monsters in the Parasol" – CD (2000, Interscope)
- Alpha Motherfuckers: A Tribute to Turbonegro (2001, Bitzcore) – "Back to Dungaree High"
- Songs for the Deaf (2002, Interscope)
- "No One Knows (en) / Tension Head" (live) – 7" (2002, Interscope)
- "Go with the Flow" – EP (2002, Interscope)
- "First It Giveth / Wake up Screaming" – 7" (2003, Interscope)
- Stone Age Complications (2004, Interscope)
- Over the Years and Through the Woods (2005, Interscope) (DVD)

### Mondo Generator
- Split 7" Single w/ Jack Saints (1997, Milk*Sop Records)
- Cocaine Rodeo (2000, Southern Lord) (2009, Impedance)
- A Drug Problem That Never Existed (2003, Ipecac)
- Use Once and Destroy Me (2004, Tornado) (DVD)
- III the EP (2004, Tornado/Cargo Records)
- "I Never Sleep" – 7" (2006, Mother Tongue)
- Dead Planet: SonicSlowMotionTrails (2006, Mother Tongue) / Dead Planet (2007, Sub Noize)
- Australian Tour EP (2008, Impedance)
- Dog Food EP (2010, Impedance)
- Hell comes to your heart (2012)

### Dwarves
- "Gentlemen Prefer Blondes" (1994, Man's Ruin)
- The Dwarves Are Young and Good Looking (1997, Recess Records, plus tard Epitaph)
- "Everybodies Girl" (1997, Recess Records)
- "We Must Have Blood" (1997, Man's Ruin)
- "I Will Deny" (1998, Reptilian Records)
- The Dwarves Come Clean (2000, Epitaph)
- How To Win Friends And Influence People (2001, Reptilian Records)
- The Dwarves Must Die (2004, Sympathy For The Record Industry)
- "Salt Lake City" (2004, Sympathy For The Record Industry)
- The Dwarves Are Born Again (2011, MVD Audio)

### Nick Oliveri
- Demolition Day (2004, Tornado)
- Death Acoustic  (2009, Impedance)
- Drink, Fight, Fuck Vol. 4: 22 GG Allin Songs - Performing "Outlaw Scumfuc" (2010, Zodiac Killer Records)

### Autres
- Blag Dahlia Band – Lord Of The Road (1994, Sympathy For The Record Industry)
- Blag Dahlia – Haunt Me (1995, Man's Ruin)
- Blag Dahlia – Venus With Arms (1996, Atavistic)
- Desert Sessions – Vols. 3&4 (1998, Man's Ruin)
- Desert Sessions – Vols. 5&6 (1999, Man's Ruin)
- River City Rapists – Feelin' Groovy (1999, Man's Ruin)
- Masters of Reality – Deep in the Hole (2001, Brownhouse)
- The Dangerous Lives of Altar Boys OST (2002, Milan Records)
- Rollins Band – Rise Above: 24 Black Flag Songs to Benefit the West Memphis Three (2002, Sanctuary Records)
- Masters of Reality – Flak 'n' Flight (2003, Brownhouse)
- Mark Lanegan Band – Here Comes That Weird Chill (2003, Beggars Banquet)
- Mark Lanegan Band – Bubblegum (2004, Beggar's Banquet)
- Eagles of Death Metal – Peace, Love, Death Metal (2004, AntAcidAudio)
- Auf der Maur – Auf Der Maur (2004 Capitol)
- Turbonegro – Party Animals (2005, Bitzcore)
- Winnebago Deal – Flight Of The Raven (2006, Fierce Panda)
- Winnebago Deal – "Spider Bite" (2006, Fierce Panda)
- Don't Open Your Eyes – "Don't Open Your Eyes" (2009, Flying With The Unicorn)
- Slash – Slash (2010, Sony Music)
- HeWhoCannotBeNamed – Sunday School Massacre (2010, No Balls Records)[1]